# Anacroneuria ucumari
Anacroneuria ucumari is een steenvlieg uit de familie borstelsteenvliegen (Perlidae). De wetenschappelijke naam van de soort is voor het eerst geldig gepubliceerd in 2003 door Stark & Zúñiga.